# Lobogeniates tucumanensis
Lobogeniates tucumanensis är en skalbaggsart som beskrevs av Lorenzo Camerano 1894. Lobogeniates tucumanensis ingår i släktet Lobogeniates och familjen Rutelidae. Inga underarter finns listade i Catalogue of Life.